# Duthiella declinata
Duthiella declinata là một loài Rêu trong họ Leskeaceae. Loài này được (Mitt.) Zanten mô tả khoa học đầu tiên năm 1959.